# Miquel Buades i Crespí
Miquel Buades i Crespí (Sa Pobla, 4 de març de 1980) és un exfutbolista mallorquí, que ocupava la posició de defensa. Ha estat internacional amb les seleccions inferiors espanyoles.
Va començar a destacar a la Unió Esportiva Poblera, de la seua ciutat natal. El RCD Mallorca el va captar per al seu juvenil, i després per al filial, amb qui va jugar a Segona Divisió la temporada 98/99. No va arribar a debutar amb el primer equip en Lliga, però sí en Copa del Rei i en la Intertoto. L'estiu del 2002 marxa a l'Albacete Balompié per gaudir de minuts. El primer any tot just compta i només juga 5 partits, encara que el seu club aconsegueix l'ascens a primera divisió. A la màxima categoria, el mallorquí es fa amb un lloc titular a la defensa, què hi mantindria als següents quatre temporades, entre Primera i Segona Divisió. L'estiu del 2007 hi penjaria les botes.